# Campeonato Europeo de Patinaje Artístico sobre Hielo de 1985
El LXXVI Campeonato Europeo de Patinaje Artístico sobre Hielo se realizó en Gotemburgo (Suecia) del 4 al 10 de febrero de 1985. Fue organizado por la Unión Internacional de Patinaje sobre Hielo (ISU) y la Federación Sueca de Patinaje Artístico sobre Hielo.
Las competiciones se realizaron en la Scandinavium de la ciudad sueca.

## Resultados

### Masculino
| Puesto | Nombre              | País            | Puntos |
| ------ | ------------------- | --------------- | ------ |
| Oro    | Jozef Sabovčík      | Checoslovaquia  |        |
| Plata  | Vladimir Kotin      | Unión Soviética |        |
| Bronce | Grzegorz Filipowski | Polonia         |        |

### Femenino
| Puesto | Nombre           | País                          | Puntos |
| ------ | ---------------- | ----------------------------- | ------ |
| Oro    | Katarina Witt    | República Democrática Alemana |        |
| Plata  | Kira Ivanova     | Unión Soviética               |        |
| Bronce | Claudia Leistner | Alemania Occidental           |        |

### Parejas
| Puesto | Nombre                            | País            | Puntos |
| ------ | --------------------------------- | --------------- | ------ |
| Oro    | Yelena Válova / Oleg Vasíliyev    | Unión Soviética |        |
| Plata  | Larisa Selezniova / Oleg Makarov  | Unión Soviética |        |
| Bronce | Veronika Pershina / Marat Akbarov | Unión Soviética |        |

### Danza en hielo
| Puesto | Nombre                               | País                | Puntos |
| ------ | ------------------------------------ | ------------------- | ------ |
| Oro    | Natalia Bestemianova / Andréi Bukin  | Unión Soviética     |        |
| Plata  | Marina Klímova / Serguéi Ponomarenko | Unión Soviética     |        |
| Bronce | Petra Born / Rainer Schönborn        | Alemania Occidental |        |

## Medallero
| Núm. | País                          | Oro | Plata | Bronce | Total |
| ---- | ----------------------------- | --- | ----- | ------ | ----- |
| 1    | Unión Soviética               | 2   | 4     | 1      | 7     |
| 2    | República Democrática Alemana | 1   | 0     | 0      | 1     |
| 2    | Checoslovaquia                | 1   | 0     | 0      | 1     |
| 4    | Alemania Occidental           | 0   | 0     | 2      | 2     |
| 5    | Polonia                       | 0   | 0     | 1      | 1     |
|      | TOTAL                         | 4   | 4     | 4      | 12    |